# Lemoncourt
Lemoncourt är en kommun i departementet Moselle i regionen Grand Est (tidigare regionen Lorraine) i nordöstra Frankrike. Kommunen ligger i kantonen Delme som tillhör arrondissementet Château-Salins. År 2022 hade Lemoncourt 59 invånare.

## Befolkningsutveckling
Antalet invånare i kommunen Lemoncourt
| Referens: INSEE |